# Motorring 4
Autostrada Motorring 4 (duń. Motorring 4) - autostrada biegnąca z północy na południe przebiega po trasie ringu nr O4 i stanowi drugą, zachodnią obwodnicę autostradową Kopenhagi. Na północy przechodzi w ring O4, a na południu krzyżuje się na węźle Ishøj z Køge Bugt Motorvejen (M10).
Autostrada oznakowana jest jako ring O4.